# Heilwida
Heilwida († po roce 1228) byla moravská markraběnka a manželka Vladislava Jindřicha.
Heilwida pocházela pravděpodobně z rakouského rodu pánů z Trnavy a před rokem 1200 se provdala za Vladislava Jindřicha. Jejich manželství zůstalo bezdětné a po smrti manžela (1222) žila vdova ve Znojmě. Po smrti markraběte Vladislava zavládla pravděpodobně mezi Heilwidou a pražským královským dvorem jistá odměřenost, protože v pramenech ji český král Přemysl Otakar I. vždy jmenuje jako „ctihodnou paní ze Znojma“ (nobilis matrona domina Heilwidis de Znoym), a nikdy se ani náznakem nezmiňuje o bratrovi.
Po roce 1225 pak Heilwida založila v Oslavanech první ženský cisterciácký klášter na Moravě. Tento klášter byl poté svou zakladatelkou velmi bohatě nadán. Vysvěcení jeho kostela v roce 1228 provedl olomoucký biskup Robert a zúčastnil se jej i král Přemysl Otakar I. Brzy poté o ní zprávy v písemných pramenech mizí a snad nedlouho po roce 1228 zemřela.